# Gösta Gustavson (1895–1962)
Johan Gösta Gustavson, född 3 november 1895 i Avesta, död 1962 i Täby, Örebro län, var en svensk målare. 
Gustavson var som konstnär autodidakt och studerade konst under resor till Frankrike och Italien samt gjorde några kortare besök vid olika målarskolor. Han debuterade i Västerås konstförenings utställning 1947 och ställde därefter ut separat på bland annat De ungas salong och Galerie Moderne i Stockholm samt på Västerås konstmuseum, Jönköpings läns museum. Han medverkade i ett stort antal grupputställningar på bland annat Färg och Form, Gummesons konsthall och i samlingsutställningar med Sveriges allmänna konstförening. Hans konst består av hamnmotiv, figurer och landskapsmålningar med motiv från Fårö och Visby. Gustavson är representerad vid  Västerås konstmuseum i Borås konstmuseum och Gävle museum.